# Сопоцкинский сельсовет
Сопоцкинский сельсовет — административная единица на территории Гродненского района Гродненской области Беларуси. Бывший Сопоцкинский поселковый Совет. Административный центр — городской посёлок Сопоцкин.

## История
В 2011 году деревня Лойки преобразована в агрогородок.

## Состав
Сопоцкинский поссовет включает 49 населённых пунктов:
- Балиненты — деревня.
- Беличаны — деревня.
- Белые Болоты — деревня.
- Бережаны — деревня.
- Василевичи — деревня.
- Васарабы — деревня.
- Войтовцы — деревня.
- Головенчицы — деревня.
- Голынка — деревня.
- Горячки — деревня.
- Дмисевичи — деревня.
- Доргунь — деревня.
- Забречаны — деревня.
- Заречанка — деревня.
- Кадыш — деревня.
- Калеты — деревня.
- Келбаски — деревня.
- Ковняны — деревня.
- Кодевцы — деревня.
- Лесная — деревня.
- Линки — деревня.
- Лойки — агрогородок.
- Марковцы — деревня.
- Моньковцы — деревня.
- Немново — деревня.
- Новики — деревня.
- Новосады — деревня.
- Новосёлки — деревня.
- Осочники — деревня.
- Осташа — деревня.
- Песчаны — деревня.
- Плебанские — деревня.
- Плосковцы — деревня.
- Пролейки — деревня.
- Радзивилки — деревня.
- Рынковцы — деревня.
- Самборы — деревня.
- Святск — деревня.
- Селивановцы — деревня.
- Синевичи — деревня.
- Соничи — деревня.
- Тартак — деревня.
- Усеники — деревня.
- Усово — деревня.
- Черток — деревня.
- Шадинцы — деревня.
- Шембелевцы — деревня.
- Шинковцы — деревня.
- Ятвезь — деревня.

## Население
84 % населения, проживающего на территории Сопоцкинского поселкового совета, составляют этнические поляки.